# Erythronium idahoense
Erythronium idahoense är en liljeväxtart som beskrevs av Harold St.John och George Neville Jones. Erythronium idahoense ingår i Hundtandsliljesläktet och i familjen liljeväxter. Inga underarter finns listade.